# Spilogona kuntzei
Spilogona kuntzei är en tvåvingeart som först beskrevs av Johann Andreas Schnabl och Dziedzicki 1911.  Spilogona kuntzei ingår i släktet Spilogona och familjen husflugor. Inga underarter finns listade i Catalogue of Life.